# 1292
1292 је била преступна година.

## Догађаји
- 17. новембар — Џон Бејлиол је изабран да буде краљ Шкота уместо Роберта Бруса.
- Почео је поморски рат између Енглеске и Француске (1292-1294).
- Суђење Едварду I за круну Шкотске. Џон Балиол је изабран за краља, признајући енглески суверенитет.
- Краљ Вацлав II од Бохемије освојио је Малопољску.
- Шведске трупе од по 400 људи напале су Кареле и Воте у Финској, али нису биле успешне.
- Мамелучки султан Ел-Ашраф Халил напада Киликијску Јерменију.
- Династија Исфендијарида основана је у провинцији Кастамону.
- Сијамски владар Менграј Велики од Нгенјанга побеђује и анектира монско краљевство Харипунџаја, стварајући и јачајући краљевство Ланатај (1296. године).
- Монголска инвазија на Индију. Монголи су напали Пенџаб, али је напад одбијен, а индијски султан је успео да откупи остатак војске и одбрани Пенџаб.
- Кертанагару је убио један од принчева бивше династије Виџаја. Монголска флота се појавила код обале Јаве, искрцавајући трупе. Кертанагарин зет је, уз помоћ монголско-кинеских трупа, обновио своју власт, а затим је повео народну борбу против Монгола, који су били приморани да напусте земљу.

## Смрти
- Архиепископ српски Јаков

- Кинга Пољска

- Луција од Триполија

- Папа Никола IV

- Тибо Годен